# 豆科内丝白粉菌
豆科内丝白粉菌（学名：Leveillula leguminosarum）是属于白粉菌目白粉菌科内丝白粉菌属的一种真菌，寄生在豆科植物上。该种分布于中国、西班牙、法国、捷克斯洛伐克、奥地利等地。